# Marion Bradford
Marion Mckinley Bradford (1946 – 3. května 2021) byl americký vědec. Vyvinul a patentoval Bradfordovu metodu, která umožňuje rychlou kvantifikaci proteinů (stanovení koncentrace) ve vzorku. Jeho článek, v němž metodu publikoval, patří k nejcitovanějším vědeckým článkům všech dob.
Bradford se narodil 28. října 1946 v americkém městě Rome a v roce 1967 absolvoval Shorter College. V roce 1971 se oženil s Janet Holliday. V roce 1975 získal doktorát v oboru biochemie na University of Georgia. Mezi lety 1977 a 1983 pracoval na této univerzitě jako biochemik. Poté až do důchodu pracoval v biochemickém výzkumu ve firmě A. E. Staley.